# Eisbach (Kocher)
Der Eisbach ist ein Waldbach in den Limpurger Bergen im Landkreis Schwäbisch Hall im nordöstlichen Baden-Württemberg, der nach einem etwa 9 km langen, etwa südsüdöstlichen Lauf im Ort Sulzbach der Gemeinde Sulzbach-Laufen von rechts und fast gegenläufig in den mittleren Kocher mündet. Sein linker Oberlauf ist der Rotklingenbach, sein rechter der Pfannenbach.

## Geografie

### Ursprung und Verlauf
Der Eisbach entsteht aus der Vereinigung seiner Quellbäche Rotklingenbach und Pfannenbach auf 455 m ü. NHN Höhe, etwa 300 m südlich von Winzenweiler, einem Teilort von Gaildorf. Beide Bäche entspringen ungefähr einen Kilometer aufwärts auf der Kieselsandsteinhochfläche der Limpurger Berge, der etwas längere linke Rotklingenbach etwa auf 495 m ü. NHN, der rechte Pfannenbach auf 490 m ü. NHN. Der Eisbach fließt von ihrem Zusammenfluss an fortwährend in südlicher bis südöstlicher Richtung, zunächst über fünf Kilometer lang in einem engen Waldtal, wobei er beständig senkrecht zufließende Klingenbäche aufnimmt. Nach etwa sechs Kilometern an Lauf beginnt sich der Talgrund mehr und mehr zu einer Wiesenaue zu weiten, der Bach hat hier auf etwa 200 m Länge die harte Corbulabank freigespült und stürzt an ihrem Ende zwei Meter in die Tiefe. Nach etwa acht Kilometern zeigen sich die ersten Häuser Sulzbachs, der Eisbach nimmt noch seinen wasserreichsten Zufluss auf, den von links kommenden Irsbach, durchquert Sulzbach und mündet nach – ab dem Ursprung des Rotklingenbachs gerechnet – etwa 9,2 km, inzwischen gut 120 m tief in die umgebenden Berge eingegraben, auf etwa 335,6 m ü. NHN in den ihm entgegenlaufenden Kocher.

### Einzugsgebiet und Wasserscheide
Der Eisbach hat ein zu fünf Sechsteln bewaldetes Einzugsgebiet von 19,4 km² Größe, dessen östlicher Teil stark überwiegt. Zur Linken des Baches liegt nämlich eine ausgedehnte Hochfläche vor dem steileren Abfall ostwärts, im Norden ins Fischach-, im Süden dann ins obere Bühlertal und dessen andere linke Nebentäler. Einen großen Teil dieser Hochfläche im Osten entwässert der Eisbach mit seinen Zuflüssen, während die Wasserscheide rechts zum Kocher durch dessen große Nähe meist weniger als 1 km weit entfernt ist; über die letzte Hälfte des Laufs trennt dort nur ein schmaler und steil abfallender Bergkamm das Eisbachtal vom Tal des Kochers.
Die Wasserscheide des Eisbachs verläuft ab seiner Mündung der Westseite entlang zunächst über diesen Kamm (Eichelberg, Kieselberg, Ladstatt) nach Norden, hier folgt ihr bald ein ausgebauter Waldweg. Erst auf der Höhe des Dorfes Gaildorf-Bröckingen gibt es jenseits einen mäßig bedeutenden Bachlauf zum Kocher hin, etwa ab einem Sporn des Kieselberges nach Westen folgen dann jenseits der Westgrenze nacheinander die Einzugsbereiche der rechten Kocherzuflüsse Bröckinger Bach, Argersbach, Dahnbach und schließlich das des aus dem steilen Nonnenloch neben der steilen Steigenstraße der L 1066 von Winzenweiler nach Gaildorf hinan laufenden Hagersbachs. An der anschließenden Nordostgrenze erreicht die Wasserscheide am Herschel auf ca. 522 m ü. NHN den höchsten Punkt, der zum Eisbach entwässert.
Im Norden beginnt schon auf der Hochfläche der Limpurger Berge mit dem Nebenfluss Amsbach des Bühlbachs die Folge der zur Fischach hin konkurrierenden Bäche, an der östlichen Schichtkante sind es dann die Oberläufe des Breitenbachs und des Weiler Bachs. Auf dieser Seite macht die Kohlenstraße recht genau den Verlauf der Wasserscheide zur Fischach in der Natur kenntlich und auch im weiteren Verlauf links des Teileinzugsgebietes des größten Eisbach-Nebenflusses Irsbach bleibt dies so. Dort konkurriert hinter diesem Höhenweg der Klingenbach zur oberen Bühler. Noch vor der Kohlwalder Rodungsinsel biegt die Wasserscheide von der Kohlwaldstraße im rechten Winkel nach Südwesten und zieht dann über den Bergvorsprung, auf dem das Schloss Schmiedelfeld steht, hinunter ins Tal zur Eisbachmündung in Sulzbach. An dieser kurzen Südseite der Gesamtwasserscheide konkurriert erst der Hambach noch zum Klingenbach, dann der Mühlenbach wiederum zum Kocher kurz oberhalb der Eisbach-Mündung.

### Zuflüsse
Hierarchische Liste der Zuflüsse von der Quelle zur Mündung. Gewässerlänge, Einzugsgebiet und Höhe nach den entsprechenden Layern auf der Onlinekarte der LUBW. Andere Quellen für die Angaben sind vermerkt.
Zusammenfluss des Eisbachs auf 455,3 m ü. NHN etwa 300 Meter südöstlich der Kirche im Gaildorfer Weiler Winzenweiler aus seinen zwei Quellbächen. Der Eisbach fließt dann zunächst etwa südlich.
- Rotklingenbach, linker und nordöstlicher Hauptstrang-Oberlauf, ca. 1,3 km[LUBW 3] und ca. 1,4 km². Entsteht auf etwa 495 m ü. NHN ca. 900 m nordöstlich von Winzenweiler nahe dem Waldparkplatz neben der Kohlenstraße.
- Pfannenbach, rechter und westnordwestlicher Nebenstrang-Oberlauf, ca. 1,0 km[LUBW 3] und ca. 1,0 km². Entsteht auf etwa 489 m ü. NHN in einer flachen Oberlaufmulde westlich von Winzenweiler.
- (Klingenbach), von rechts und Westen auf etwa 442 m ü. NHN ca. 0,3 km südöstlich des Gaildorfer (!) Wohnplatzes Eisbach nahe an dessen Rodungsinsel, 0,8 km und ca. 0,6 km². Entsteht auf etwa 487 m ü. NHN westlich des Hofes Eisbach im Wald.
- (Klingenbach), von links und Ostnordosten auf etwa 436 m ü. NHN an der zweiten Wegquerung zwischen den hier rechts und links parallelen Talwegen, 0,7 km und ca. 0,3 km². Entsteht auf etwa 488 m ü. NHN zwischen den Hochebenenwaldgewannen Grot und Raitelsberg.
Etwa ab diesem Zufluss läuft der Eisbach recht beständig in südsüdöstlicher bis südöstlicher Richtung.
- (Klingenbach), von rechts und Westen auf etwa 429 m ü. NHN gegen den Raitelsberg-Hang, 0,7 km und ca. 0,4 km². Entsteht auf etwa 480 m ü. NHN südlich der Krämersreute nahe dem Höhenwaldweg zur Ladstatt.
- (Klingenbach), von rechts und Westen auf etwa 418 m ü. NHN gegen den Heiligenwald, ca. 0,4 km[LUBW 8] und ca. 0,1 km². Entsteht auf etwa 475 m ü. NHN etwa 0,1 km östlich der Forsthütte an einem Wegkreuz in der nördlichen Ladstatt.
- (Klingenbach aus der Sammelklinge), von links und Nordosten auf unter 411,9 m ü. NHN[LUBW 7], 1,4 km und ca. 1,1 km². Entsteht auf etwa 494 m ü. NHN südöstlich der Bernishütte nahe der Kohlenstraße.
- (Klingenbach), von links und Ostnordosten auf etwa 405 m ü. NHN am Fuß der Talsteige von der (ehemaligen) Aigeltinger Linde[3] herab, 1,3 km und ca. 0,6 km². Entsteht auf fast 500 m ü. NHN etwa 0,2 km westlich der Brünststraße.
- (Hangbach vom nördlichen Kieselberg), von rechts und Südosten auf etwa 394 m ü. NHN gegen die nördliche Obersontheimer Brünst, 0,5 km und ca. 0,1 km². Entsteht auf über 470 m ü. NHN.
- (Klingenbach aus der Geißgehrenklinge[LUBW 9]), von links und Nordnordosten auf etwa 382 m ü. NHN unter einer Brücke neben dem Eisbach hindurch, 1,5 km und ca. 1,4 km². Entspringt auf etwa 470 m ü. NHN etwa 0,6 km westsüdwestlich der Aigeltinger Linde.
Dieser Zufluss fließt in einem Rechtsbogen.
  - (Linker Quellast), von links und Nordosten auf etwa 420 m ü. NHN, 0,5 km und ca. 0,3 km². Entspringt auf etwa 485 m ü. NHN etwa 0,3 km südlich der Aigeltinger Linde.
Stellt sich dem recht Namensquellast nach Länge und Einzugsgebiet fast gleich.
  - (Klingenbach aus der Kohllochklinge), von links und Ostnordosten auf 402,4 m ü. NHN[LUBW 10] am Richtungsknick der Geißgehrenklinge von Süd- auf Südwestlauf, 0,7 km und ca. 0,4 km². Entsteht auf etwa 475 m ü. NHN neben der Brünststraße weniger als 0,2 km nördlich der Brünsthütte.
- (Klingenbach), von rechts und Westen auf über 375 m ü. NHN am Beginn der offenen Auenflur neben der Talwegsbrücke, knapp 0,2 km vor dem Wasserfall über die Corbulabank, 0,9 km und ca. 0,3 km². Entsteht auf etwa 460 m ü. NHN nahe dem Kammweg auf dem Kieselberg.
- (Klingenbach), von rechts und Westen auf etwas über 370 m ü. NHN einen Steinwurf vor dem nächsten, 0,9 km und ca. 0,2 km². Entsteht auf etwa 460 m ü. NHN.
- Brunnenbächle, von links und Nordosten auf etwa 370 m ü. NHN wenig vor dem Brücke der Waldwegs-Talsteige von der Brunsthütte im Norden, 1,3 km und ca. 0,8 km². Entsteht auf etwa 460 m ü. NHN weniger als 0,3 km südlich der Brünsthütte und nahe der Brünststraße.
- Wannenbach, von rechts und Westnordwesten auf etwa 358 m ü. NHN am Steigenfuß des Wanderwegs aus Gaildorf über den Kieselberg nach dem Ortsteil Sulzbach am Kocher von Sulzbach-Laufen, 1,0 km und ca. 0,3 km². Entsteht auf etwa 465 m ü. NHN nahe am Kammweg auf dem Kieselberg an einem Waldwegedreieck.
Nach diesem Zufluss passiert der Eisbach den Sulzbacher (!) Wohnplatz Eisbach.
- Irsbach, von links und zuletzt aus dem Nordosten auf etwa 340 m ü. NHN[LUBW 10] im nördlichen Dorfbereich von Sulzbach am Steigenfuß der Brünststraße, 5,0 km und 5,5 km².[LUBW 11] Entsteht auf etwa 490 m ü. NHN weniger als 0,3 km östlich der Aigeltinger Linde neben dem Waldweg zum ehemaligen Militärdepot.
Dieser bedeutendste Nebenfluss läuft in erst spät ansetzendem Rechtsbogen insgesamt ungefähr südwärts.
- (Klingenbach aus der Kropfklinge), von links und Nordosten auf etwa 338 m ü. NHN kurz vor der Eisbachbrücke der Bundesstraße 19 in Sulzbach, 0,9 km und ca. 0,4 km². Entsteht auf etwa 460 m ü. NHN am Höhenhof Jägerhaus von Sulzbach.

Mündung des Eisbachs von rechts und Nordnordwesten auf wenig unter 335,7 m ü. NHN in den mittleren Kocher in Sulzbach am Kocher nahe dem Abzweig der Bahnhofstraße von der B 19. Der Eisbach ist mit seinem längeren Oberlauf Rotklingenbach ca. 9,2 km lang, ab dessen Zusammenfluss mit dem rechten Pfannenbach auf dem Namenslauf noch 8,0 km und hat ein Einzugsgebiet von 19,4 km².

## Geologie und Landschaft
Der Eisbach liegt über die gesamte Länge im Keuper und hat ein fast lineares Gefälle von 1,7 %. Durchs klare Wasser ist fast überall der Grund des Bachs zu erkennen mit Sandsteinkieseln und zuweilen einem Feuerstein, an seinen Prallhängen und den Flanken der eng eingekerbten Seitenklingen finden sich viele Mergelhalden ohne jede Vegetationsbedeckung, weil häufig großflächig Teile abbrechen. An wenigen Stellen queren den Talgrund alte, durchgestochene Dämme, die ehemaligen Stauseen dahinter haben wohl als Treibseen für die Holzflößerei gedient. Außer im obersten Lauf, wo die beiden Oberläufe des Eisbachs die Landesstraße 1066 queren und eine etwa 1 km² große Rodungsinsel um Winzenweiler ungefähr einfassen, befindet sich nirgends im Tal vor Sulzbach menschliche Besiedlung oder eine öffentliche Fahrstraße. Über den größeren Teil folgt jedoch ein Forstweg dem Bach, von welchem aus einige Verbindungswege auf die umgebenden Waldhöhen führen. Mehrere ausgeschilderte Wanderwege führen durch Tal und Umgebung.

## Schutzgebiete
Das Landschaftsschutzgebiet Eisbachtal und Irsbachtal umfasst eine 82 ha große, zumeist offene Fläche in den Untertälern von Eisbach und Irsbach und auf dem sie trennenden Sporn. Zwischen den beiden Oberlaufästen liegt um Winzenweiler ein 29 ha großes Wasserschutzgebiet. Ausgenommen nur den kleinen Anteil der Gemeinde Obersontheim gehört das gesamte Einzugsgebiet zum Naturpark Schwäbisch-Fränkischer Wald.

## Gewässergüte
Der Eisbach war mit Stand von 2004 auf seinem ganzen hierfür erfassten Lauf ab etwa dem Zusammenfluss seiner zwei Quellbäche gering belastet (Güteklasse I–II).

## Geschichte
Das Eisbachtal war bis ins beginnende 18. Jahrhundert Teil der Grafschaft der Schenken von Limpurg. Ein Familienzweig saß auf Schloss Schmiedelfeld über der Eisbach-Mündung in Sulzbach.

## Sehenswürdigkeiten und Bauwerke
Ehemaliges Schloss Schmiedelfeld aus dem 12. Jahrhundert, auf einem Bergsporn über Sulzbach. Es ist ein hufeisenförmiger Bau mit zentralem Hof, der Zugang führt über eine schräg ansteigende Rampe. Heute ist das Schloss als privates Wohngebäude genutzt. Freistehend daneben befindet sich die ehemalige Schlosskirche aus der Renaissance, heute renoviert und zum Veranstaltungsraum umgewidmet.